# Курудере (Кукушко)
 Тази статия е за по-северния приток на Галик в Кукушко.  За по-южния вижте Куру (Кукушко).  
Курудере (на гръцки: Ξηροπόταμος или Ξηρό Ρέμα, старо Κουρού Ντερέ, Куру дере) е река в Кукушко, Южна Македония, ляв приток на Галик (Галикос).
Реката извира под името Музгали в източното подножие на Карадаг (Мавровуни), източно под връх Джамалука (862 m) и тече в югозападна посока. В средното си течение носи името Арпа. Влива се в Галик като ляв приток между селата Кучокостейка (Милос) на север и Караджа Кадър (Камбанис) на юг.

## Водосборен басейн
→ ляв приток, ← десен приток
- → Дири
- → Пазарли